# Alexander Mackenzie
Sir Alexander Mackenzie (Stornoway, Lewis, 1764 – Dunkeld, 1820. március 12.) skót földrajzi felfedező. Legismertebb útja Kanada átszelése kelet–nyugati irányban és 1793-ban a Csendes-óceán elérése.

## Élete
1764-ben született a Skócia partjaitól nyugatra fekvő Külső-Hebridák Lewis nevű szigetén lévő Stornoway településen. A négy gyerek közül a harmadik volt a családban. Apja Kenneth 'Corc' Mackenzie (1731–1780), anyja Isabella MacIver. Ismert kereskedőcsalád volt.
Anyja 1774-ben meghalt, ekkor New Yorkba hajózott, hogy apjához csatlakozzon. 1776-ban apja és nagybátyja belépett a New York-i királyi seregbe az amerikai függetlenségi háború alatt. 1779-ben a fiatal Mackenzie segédnek állt a prémkereskedelemmel foglalkozó Finlay, Gregory & Co. vállalathoz. 1787-ben a cég beleolvadt az addig rivális North West Company-ba.

## Expedíciói

### Az 1789-es Mackenzie-folyó expedíció
A North West Company képviseletében az Atabaszk-tóhoz utazott, ahol 1788-ban megalapította Fort Chipewyant. Megtudta, hogy a helyi indiánok északnyugat felé hajóztak a folyón. 1789-ben kenuval lehajózott a folyón abban a reményben, hogy megtalálja az északnyugati átjárót, amivel el lehet jutni a Csendes-óceánig. Július 14-én eljutott a Jeges-tengerig. Feltételezések szerint ekkor nevezte el a folyót „A csalódás folyó”-jának, mivel nem találta meg a keresett átjárót. A folyót később az ő tiszteletére nevezték el Mackenzie-folyónak.

### 1792–1793: aPeace-folyóés aCsendes-óceán

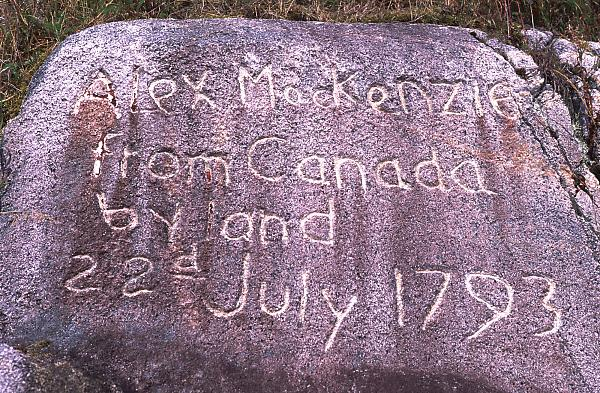
Vésés egy kövön Alexander Mackenzie 1792–1793-as útja végén, amin átszelte Kanadát a Peace-folyótól a Csendes-óceánig.

1791-ben Mackenzie visszatért Nagy-Britanniába, hogy tanulmányozza a földrajzi hosszúság meghatározásában addig elért eredményeket. 1792-ben újból megkísérelte elérni az átjárót a Csendes-óceán felé. Útjára két bennszülöttet vitt. Utazása 1792. október 10-én indult Fort Chipewyanből.
1793. május 9-én indult Fort Forkból. Elérte a Fraser-folyó felső folyását. A bennszülöttek figyelmeztették, hogy a Fraser-kanyon déli irányban járhatatlan és ellenséges törzsek lakják.  Ehelyett a West Road River-t követve átkelt a Coast Mountainson, és leereszkedett a Bella Coola-folyón a Csendes-óceánhoz. Ezt a pontot 1793. július 20-án érte el.

## Fordítás
- Ez a szócikk részben vagy egészben  az   Alexander Mackenzie (explorer) című angol Wikipédia-szócikk fordításán alapul.  Az eredeti cikk szerkesztőit annak laptörténete sorolja fel. Ez a jelzés csupán a megfogalmazás eredetét és a szerzői jogokat jelzi, nem szolgál a cikkben szereplő információk forrásmegjelöléseként.